# High School Musical 3 (ścieżka dźwiękowa)
High School Musical 3 (album) – składanka utworów z trzeciej części jednego z najbardziej popularnych filmów muzycznych dla młodzieży – High School Musical 3: Ostatnia klasa.
Premiera albumu w Polsce miała miejsce 24 października 2008. Premiera pierwszego utworu ze składanki, Now or Never, miała miejsce w Radiu Disney 11 lipca 2008. Premiera kolejnej piosenki 'I Want It All'  miała premierę 15 sierpnia o godzinie 15.00 czasu amerykańskiego, co oznacza że w Polsce usłyszeliśmy ją o godzinie 21.00 w Radiu Disney. Premiera 3 piosenki – „A Night To Remember”, nastąpiła 26 września w Radiu Disney. Oficjalne potwierdzenie listy utworów w High School Musical 3 nastąpiło 8 sierpnia 2008 roku.
Na amerykańskiej liście Billboard Hot 100 zadebiutowało już 3 piosenki z High School Musical 3. Na 85. miejscu znajduje się piosenka „Now or Never”, a na 98. miejscu „Can I have this dance”. Największym osiągnięciem okazała się piosenka „Scream”, która na Bubbling Under Hot 100 Singles zadebiutowała od razu na 14. miejscu.

## Oryginalna ścieżka dźwiękowa
| Tytuł utworu:                               | Wykonywany przez:                                                        |
| ------------------------------------------- | ------------------------------------------------------------------------ |
| Now or Never                                | Troy                                                                     |
| Right Here, Right Now                       | Troy i Gabriella                                                         |
| I Want It All                               | Sharpay i Ryan                                                           |
| Can I Have This Dance                       | Troy and Gabriella                                                       |
| A Night To Remember                         | Troy, Gabriella, Sharpay, Ryan, Chad, Taylor, Kelsi, Jason, Zeke, Martha |
| Just Wanna Be With You                      | Ryan, Kelsi, Troy, Gabriella                                             |
| The Boys Are Back                           | Troy i Chad                                                              |
| Walk Away                                   | Gabriella                                                                |
| Scream                                      | Troy                                                                     |
| Senior Year Spring Musical                  | Kelsi, Ryan, Sharpay, Jimmie, Troy, Gabriella, Tiara                     |
| We're All in This Together (Graduation Mix) | Cała obsada (chór)                                                       |
| High School Musical                         | Troy, Gabriella, Sharpay, Ryan, Chad, Taylor                             |
| The Boys Are Back                           | Us5                                                                      |

## Ścieżka dźwiękowa polskiej wersji płyty
| Tytuł utworu:                               | Wykonywany przez:                                                        |
| ------------------------------------------- | ------------------------------------------------------------------------ |
| Ty i Ja                                     | Hanna Stach i Łukasz Zagrobelny                                          |
| Now or Never                                | Troy                                                                     |
| Right Here, Right Now                       | Troy i Gabriella                                                         |
| I Want It All                               | Sharpay i Ryan                                                           |
| Can I Have This Dance                       | Troy and Gabriella                                                       |
| A Night To Remember                         | Troy, Gabriella, Sharpay, Ryan, Chad, Taylor, Kelsi, Jason, Zeke, Martha |
| Just Wanna Be With You                      | Ryan, Kelsi, Troy, Gabriella                                             |
| The Boys Are Back                           | Troy i Chad                                                              |
| Walk Away                                   | Gabriella                                                                |
| Scream                                      | Troy                                                                     |
| Senior Year Spring Musical                  | Kelsi, Ryan, Sharpay, Jimmie, Troy, Gabriella, Tiara                     |
| We're All in This Together (Graduation Mix) | Cała obsada (chór)                                                       |
| High School Musical                         | Troy, Gabriella, Sharpay, Ryan, Chad, Taylor                             |
| The Boys Are Back                           | Us5                                                                      |